# Espacio perisinusoidal de Disse

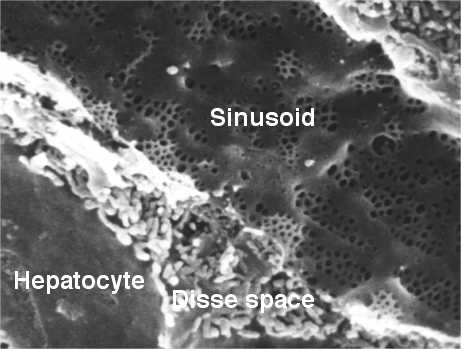
Sinusoide 3D, Espacio de Disse. Microscopio electrónico de barrido. Rata

El espacio perisinusoidal (o espacio de Disse) es el sitio de intercambio de materiales entre la sangre y los hepatocitos, en el hígado. Está entre las superficies basales de los hepatocitos y las superficies basales de las células endoteliales y de las células de Kupffer (integrantes del sistema fagocítico mononuclear) que tapizan los sinusoides hepáticos. Ocasionalmente, pueden aparecer Células de Kupffer.

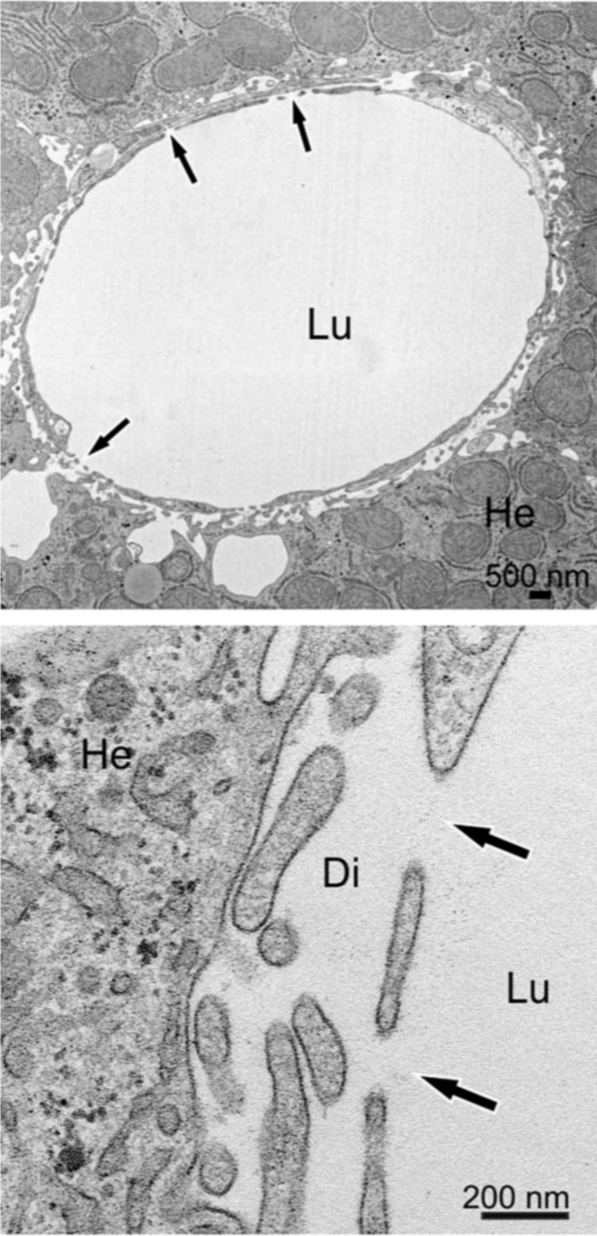
Sinusoide (Lu) lumen, (Di) espacio de Disse, flechas indican las fenestras. Hepatocitos a la izquierda (He).

Contiene plasma sanguíneo. Las microvellosidades de hepatocitos se extienden dentro de este espacio, permitiendo a las proteínas y otros componentes plasmáticos de los sinusoides ser absorbidos por los hepatocitos. La fenestración y discontinuidad del endotelio, así como su membrana basal, facilita su transporte. Este espacio puede ser eliminado en caso de enfermedad hepática, lo que conduce a una disminución de la captación de hepatocitos de nutrientes y desechos como la bilirrubina. El espacio perisinusoidal también contiene células de Ito, las cuales almacenan grasa o vitaminas solubles en grasa, incluyendo vitamina A.
La denominación «espacio de Disse» se debe al anatomista alemán Joseph Disse (1852–1912).